# Хамзави, Амр
Амр Хамзави (араб. عمرو حمزاوي‎; род. 28 октября 1967, Эль-Минья) — египетский политолог, правозащитник и интеллектуал.

## Биография
Изучал политологию и исследования развития в Каире, Гааге и Берлине. После окончания докторантуры и пяти лет преподавания в Каире и Берлине присоединился к Фонду Карнеги за международный мир в Вашингтоне в период с 2005 по 2009 год в качестве старшего сотрудника по ближневосточной политике. С 2009 по 2010 год занимал должность директора по исследованиям Ближневосточного центра Фонда Карнеги в Бейруте, Ливан. В 2011 году поступил на факультет государственной политики и управления Американского университета в Каире, где проработал около 5 лет. В конце 2016 года переехал в Калифорнию, где начал преподавать политологию в Стэнфордском университете.
Его исследовательские и преподавательские интересы, а также его академические публикации сосредоточены на процессах демократизации в Египте, противоречиях между свободой и репрессиями в египетском общественном пространстве, политических движениях и гражданском обществе в Египте, современных дебатах в арабской политической мысли, а также правах человека и управлении в Египте и арабском мире.
Был избран членом Палаты представителей Египта на первых парламентских выборах после революции 2011 года. Также является бывшим членом Египетского национального совета по правам человека. Ведёт ежедневную колонку в египетской независимой газете «Аль-Шорук».

## Образование
Получил степень бакалавра в Каирском университете в Эль-Гизе. Затем получил степень магистра в Амстердамском университете и ещё одну в Институте социальных исследований в Гааге. В 2002 году получил докторскую степень в Свободном университете Берлина.

## Политическая активность
Работал на Ближнем Востоке директором по исследованиям в Фонде Карнеги за международный мир в Бейруте. Сыграл важную роль в египетской революции 2011 года и был представителем «Совета мудрецов», который предлагал протестующим и правительству переговоры и возможные решения. После назначения Ахмеда Шафика на пост премьер-министра ему предложили должность министра по делам молодежи, но он отклонил это предложение. Затем принял участие в проекте создания либеральной партии в Египте и является одним из основателей «Партии свободы Египта». В 2012 году был избран членом египетского парламента.
В 2013 году поддержал кампанию движения «Тамарод» за назначение досрочных президентских выборов в Египте. Однако после последовавшего военного переворота выступил против закрытия исламистских спутниковых сетей и задержания президента Мухаммеда Мурси и других исламистских лидеров, а в газетной заметке возражал против «риторики злорадства, ненависти, возмездия и мести Братьям-мусульманам».

## Личная жизнь
15 февраля 2012 года женился на египетской актрисе Басме Хасан в отеле Marriott в Каире, развёлся в 2019 году.

## Избранные сочинения
- A Margin for Democracy in Egypt — The Story of An Unsuccessful Transition Каир: The Egyptian Lebanese Publishers, 2014 год;
- «On Religion, Politics, and Democratic Legitimacy in Egypt», Carnegie Middle East Center, Фонд Карнеги за международный мир, 2013 год;
- «Remarks on Political Writing and its Role in Defending Democracy, Freedoms, and Human Rights» Ahram: Journal of Democracy, 2013 год;
- Between Religion and Politics, в соавторстве с Натаном Брауном Вашингтон и Бейрут: Фонд Карнеги, 2010 год, ISBN 978-0870032561
- The Arab Future: Debates on Democracy, Political Islam, and Resistance Бейрут: Dar an-Nahar, 2010 год;
- Human Rights in the Arab World: Independent Voices, соавтор, Пенсильвания, 2008 год, ISBN 978-0-8122-2032-2
- Contemporary Arab Political Thought: The Dialectics of Continuity and Change Гамбург: Schriften des Deutschen Orient-Instituts, 2005 год;
- Religion, State, and Politics in the Near East: An Essay Collection In Memory of Prof. Dr. Friedemann Buettner Мюнстер: Lit Verlag, 2003 год.

## Публикации
- Civil Society in the Middle East (книга, январь 31, 2003 год) ISBN 978-3899300277;
- Human Rights in the Arab World: Independent Voices, соавтор Энтони Чейз, 2006 год, Zeitgenössisches Arabisches Denken: Kontinuität und Wandel, (Verlag des Deutschen Orient-Instituts, 2005 год) ISBN 978-0-8122-2032-2;
- «Arab spring fever» статья из журнала The National Interest с Натаном Брауном (31 октября, 2007 года)[11];
- «Party for Justice and Development in Morocco: Participation and its Discontents», (Carnegie Paper, 2008 год);
- «Islamists in Politics: The Dynamics of Participation» (Carnegie Paper, 2008 год);
- «The Draft Party Platform of the Egyptian Muslim Brotherhood: Foray Into Political Integration or Retreat Into Old Positions?», с Натаном Брауном (Carnegie Paper, 2008 год);
- «Between Government and Opposition: The Case of the Yemeni Congregation for Reform», (Carnegie Paper, 2009 год);
- Getting to Pluralism: Political Actors in the Arab World (книга в соавторстве с Мариной Оттавей, 2009 год) ISBN 978-0870032448.